# Stethoperma zikani
Stethoperma zikani är en skalbaggsart som beskrevs av Julius Melzer 1923. Stethoperma zikani ingår i släktet Stethoperma och familjen långhorningar. Inga underarter finns listade i Catalogue of Life.